# Santuario de Cura
El santuario de Cura es un monasterio religioso situado en la cima del puig de Randa, en el municipio español de Algaida, isla de Mallorca, la mayor del archipiélago balear. Según cuenta la tradición, ocupa el lugar en el cual se retiró y recibió la iluminación el beato Ramon Llull. Además en este monasterio se da culto a la imagen de la Virgen de Cura.

## Historia

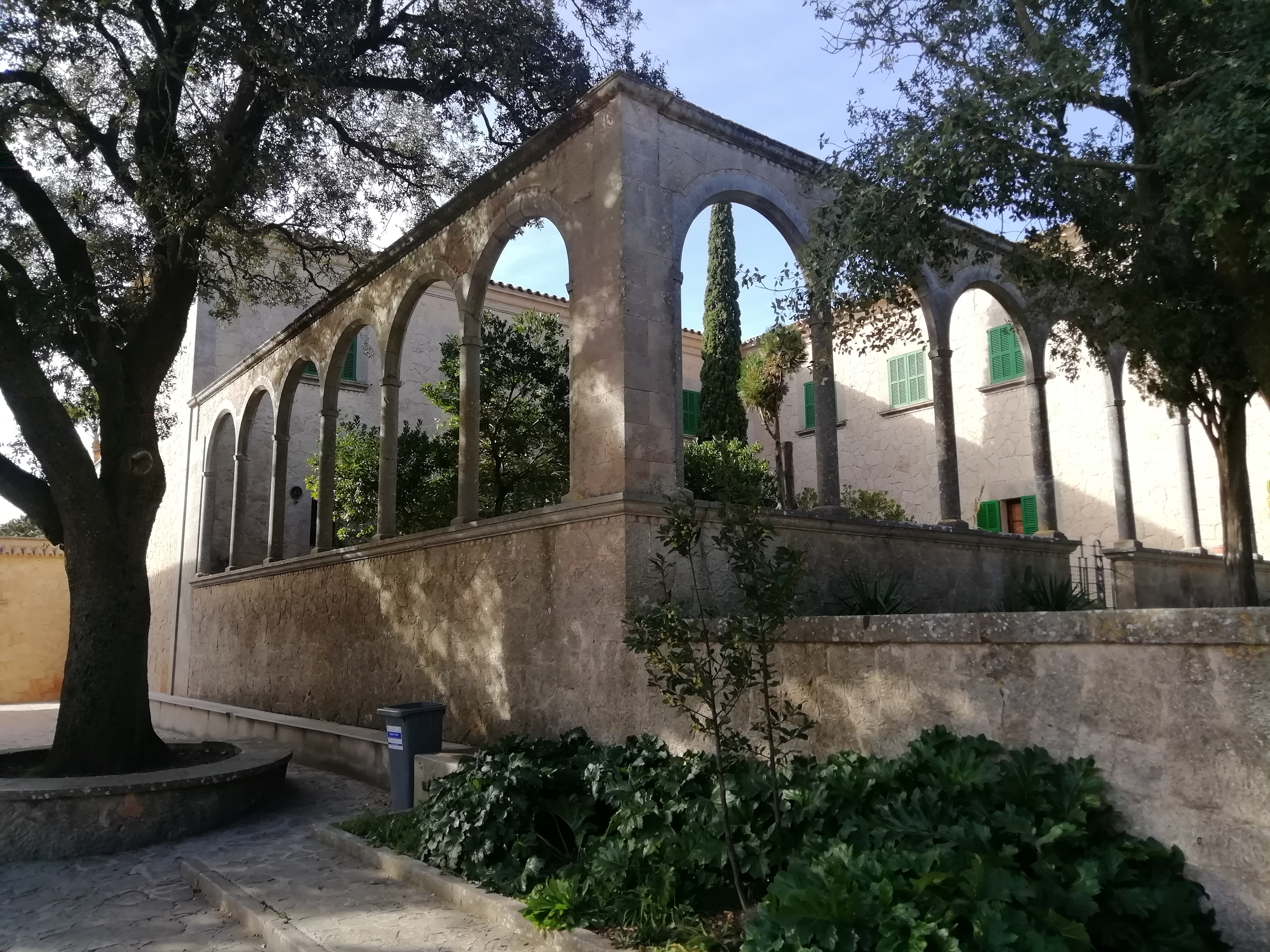
Interior

La tradición afirma que el origen del santuario es el altar mariano que Ramon Llull hizo construir en 1275, que dio primera forma al santuario de la Virgen de Randa (después llamado de Cura). Parece que en una celda adjunta el doctor iluminado fundó lo que luego sería la Escuela de Randa.
La primera referencia segura de la existencia de ermitaños por estos lugares trata de cuando el obispo Luis de Prades, en el año 1394, relató la existencia de hombres retirados en este lugar desde algunas décadas. De estos momentos se han datado más de una veintena de cuevas.
El santuario tomó importancia a partir del siglo XVI llamándose ya de Cura. La decadencia llegó al siglo XIX y no fue restaurado hasta las actuaciones del obispo Campins y la llegada de los franciscanos en 1913 (se instaló el noviciado provincial de los terciarios regulares). En el año 1955 la imagen fue coronada pontificalmente.